# Bolmen
Bolmen je největší jezero na jihu Švédska. Zasahuje do provincií Jönköping, Kronoberg a Halland. Jezero patří převážně do komuny Ljungby, částečně i do obcí Hyltebruk a Värnamo. K jezeru zasahuje jižní okraj Smålandské vysočiny. Má rozlohu 184 km². Dosahuje maximální hloubky 37 m.

## Pobřeží
Pobřeží je nízké, mírně skloněné, místy bažinaté.

## Ostrovy
Na jezeře je velmi mnoho ostrovů, z nichž je největší Bolmsö (42,13 km²).

## Vodní režim
Z jezera odtéká řeka Bolmån (přítok Laganu, úmoří Kattegattu). Průtoky je spojeno s několika velmi mělkými jezery.

## Využití
Jezero slouží jako zásobárna pitné vody pro několik míst na jihu Švédska. Voda je do oblasti Skåne přiváděna přes Bolmentunel, který je dlouhý 82 km.

### Lodní doprava
Na jezeře je rozvinutá místní lodní doprava.